# قاصد خير (مسلسل)
قاصد خير، مسلسل تلفزيوني كويتي من 14 حلقة، تم تصوير الحلقات قبل الغزو العراقي للكويت عام 1990 وضاعت جميع التسجيلات ثم أعادوا تصوير المسلسل بعد تحرير الكويت من جديد. كتب له السيناريو والحوار عبد الحسين عبد الرضا عن فكرة لسمير القلاف، وأخرجه يوسف حمودة، وذلك بعد تغيير المخرج السابق صلاح العوري بسبب وفاته، وبعد التحرير اعادوا التصوير من جديد وحلت الفنانة فرح علي بديلة عن عبير الجندي لأن الاخيرة ارتدت الحجاب واعتزلت، وحلت إنتصار الشراح بديلة عن زينب الضاحي لأن الاخيرة تم اعتقالها لتعاونها مع الجنود العراقيين.

## قصة المسلسل
يتناول المسلسل قصة «بو ردح» الوصولي الذي يعمل كساعي بريد ويدعي إنه فقير، إلا إنه بالحقيقة يمتلك من المال الكثير ويقوم بتوظيف أمواله بالعديد من المشاريع بصفة شريك على أن يبرز اسم شريكه بالمشروع بينما يظل هو الاسم المخفي، وعلى الرغم من إنه يبرز أمام الناس بأنه يبحث عن الخير إلا أنه من داخله يبحث عن مصلحته الخاصة التي لا يتوانى عن تحقيقها بشتى الوسائل يظهر من خلالها وجهه الحقيقي، ويستمر بذلك إلى أن ينكشف بالنهاية.

## الممثلين
- عبد الحسين عبد الرضا. بدور قاصد خير - بو ردح
- حياة الفهد. بدور ام ردح
- مريم الصالح. بدور أحلام
- مريم الغضبان. بدور حصة
- غانم الصالح. بدور مدلول
- علي المفيدي. بدور أبو سلمان لقلق
- عبد الرحمن العقل. بدور ردح
- محمد السريع. بدور أبو غازي
- عبد الإمام عبد الله. بدور عبد الغفور لقلق - أبو انغام
- محمد جابر. بدور نقوشي
- انتصار الشراح. مرزوقة سيسم
- داود حسين. بدور عواد
- سمير القلاف. بدور فيروز
- خليل إسماعيل. بدور بوصلوح
- جمال الردهان. بدور سلمان لقلق
- سماح. بدور ريم
- فرح علي. بدور انغام لقلق
- أحمد السلمان. بدور المحقق
- خالد أمين. بدور صغير جداً في قهوة فيروز

- محمد حسن بدور أبو انس
- أسد محمود بدور بو رقية
- أحمد الهزيم بدور القاضي
- محمد دحام الشمري بدور موظف البلدية
- نواف الشمري بدور مهيل محماس
- سعود الشويعي بدور الطبيب
- عباس مراد بدور مندوب المحكمة